# 反作用
古典力学のニュートンの運動法則の3番目で説明されているように、全ての力はペアになって生じ、1番目の物体が2番目の物体へ力を及ぼすと、2番目の物体は最初の物体に等しい反対の力を及ぼす。第3法則はより一般的には「全ての作用に対して、常に等しい反作用が存在する。また、2つの物体の相互作用は常に等しく、反対向きである」という。どちらを作用とし反作用とみなすかは任意である。2つのうちいずれかを作用と見なすことができるが、もう1つは関連する反作用である。

## 例

### 地面との相互作用
あるものが地面に力を及ぼしているとき、地面も反対方向の同じ力で押し戻してくる。バイオメカニクスなどの応用物理学の特定の分野では、この地面による力は「地面反力」と呼ばれ、地面にある物体による力は「作用」と見なされる。
誰かがジャンプしたい時、その人は地面に付加的な下向きの力を加える（「作用」）。同時に、地面は人に上向きの力を及ぼす（「反作用」）。この上向きの力が人の体重よりも大きい場合、上向きの加速が生じる。これらの力が地面に垂直である場合、これらは垂直抗力とも呼ばれる。
同様に、車両の回転する車輪は地面の横切り後方に滑ろうとする。地面があまり滑りにくい場合、これにより1対の摩擦力が生じる。車輪による地面に対する後方への「作用」と、地面による車輪に対する前方への「反作用」である。この前方への力が車輪を進ませる。

### 重力

太陽と地球のように質量に極端な違いがある2つの物体。赤のXは重心を示す。

地球は他の惑星同様太陽を周回する。これは、太陽は向心力として働く引力を及ぼし、この力がなければ宇宙に飛び出してしまう地球を保持しているからである。太陽の引力を作用とみなす場合、同時に地球は太陽へ引力を及ぼしている。地球の引力は太陽と同じ大きさであるが反対方向である。太陽の質量は地球の質量よりもずっと大きいため、普通太陽は地球の引力に反応するようには見えないが、実際にはアニメーションで示されるように（正確な縮尺ではないが）反応している。両方の天体の結合した運動を説明する正しい方法（とりあえず他の全ての天体を無視する）は、両方とも結合した系の質量中心（天文学においてはbarycenterと呼ばれる）の周りを周回するというものである。

### 支持される質量
地球上のあらゆる質量は、地球の重力により引き下げられる。この力は重量ともよばれ、対応する「反作用」は質量が惑星に及ぼす重力である。
例えば、物体が吊り下げているケーブル、下の表面、浮かべている液体により支持され静止したままであるとき、上方向の支持力もある（それぞれ張力、垂直力、浮力）。この支持力は「等しく反対の」力である。これはニュートンの第三法則によるものではなく、物体を静止したままにするために、力のバランスをとる必要があるからである。
この支持力には「反作用」もある。物体は支持ケーブルを引き下げるか、支持面や液体を押し下げる。したがって、この場合等しい大きさの力が4つある。
- F1. 地球が物体にかける重力（下向き）
- F2. 物体が地球にかける重力（上向き）
- F3. 支持が物体にかける力（上向き）
- F4. 物体が支持にかける力（下向き）

ニュートンの第三法則により、F1とF2は等しく、F3 と F4についても同様である。物体が均衡状態にあり他の力がかかっていない場合にのみF1 と F3 が等しくなる（これはニュートンの第三法則とは関係ない）。

### バネについた質量
質量がバネからぶら下がっている場合、前で考慮した事項が適用される。しかし、この系が乱された場合（例えば質量に上向きまたは下向きのわずかな力が与えられると）、質量が上下に振動を始める。これらの加速（およびその後の減速）のため、観測される速度変化にはニュートンの第2法則から正味の力が原因と結論付けられる。質量を引き下げる重力は、このときバネの上向きの弾性力とは等しくない。前節においてF1 と F3 が等しくないときである。
しかし、F1 = F2 と F3 = F4 はニュートンの第三法則より真実である。

### 因果関係の誤解
「作用」と「反作用」という用語には、「作用」が原因であり「反作用」が結果であるかのような因果関係の誤解を招く示唆がある。それゆえ反作用力は作用力が原因として存在し、作用の後しばらくして起こることさえあると考えやすいが、これは誤りである。力は完全に同時であり、同じ理由でそこに生じている。
力が人の意志により起こされる場合（例えばサッカー選手がボールを蹴るなど）、この意志的に起こしたことはしばしば非対称の原因となる。ここではプレーヤーのボールに対する力は「作用」でボールのプレーヤーに対する力は「反作用」と見なされる。しかし、物理的には状況は対称である。ボールとプレーヤーにかかる力はどちらも近接性により説明され、1対の接触力が生じる（究極的には電気的反発による）。この近接性がプレーヤーの決定により起こされるということは、物理的分析とは無関係である。物理学に関する限り、「作用」と「反作用」のラベリングは反転させることができる。

### 「等しく反対」
物理学の教育者がよく観察する問題の1つは、学生がニュートンの第三法則を同じ物体にはたらく「等しく反対」の力の1対に適用する傾向があることである。これは誤りである。第三法則は2つの異なる物体に対する力を指している。例えば、テーブルの上にある本は下向きの重力（地球による）とテーブルによる上向きの垂直力を受ける。この本が加速していないことから、ニュートンの第一法則、第二法則に従うとこれらの力は厳密に均衡をとっていなければならない。したがって「等しく反対」である。しかし、これらの力は常に等しく強いとは限らない。もし本が3番目の力で押し下げられた、テーブルが傾いた、テーブルと本の系が加速するエレベーターにあるなどの場合にはこれらは異なるであろう。3つ以上の力の場合には全ての力の合計を考慮することでカバーされる。
この問題として考えられる原因は、第三法則がしばしば省略された形 For every action there is an equal and opposite reaction（全ての作用に対して等しい反対の反作用がある）で述べられていることである。ざっくりいうと、つまりこれらの力は2つの異なる物体に作用する。さらに、重量と垂直力の間には因果関係がある。物体に重量がなければテーブルからの支持力は生じず、重量が支持力の強さを決定する。この因果関係は第三法則によるものではなく、系内の他の物理的関係によるものである。

### 向心力と遠心力
よくある間違いの1つは「物体が受ける遠心力は物体にかかる向心力に対する反作用である」というものである。
物体が同時に向心力とそれと等しく反対の遠心力の両方の力がかかった場合、合力は消滅し、物体は円運動をすることができない。遠心力は見かけの力もしくは擬似力と呼ばれることもあり、そのような力は計算や測定が非慣性基準系で行なわれた場合にのみ現れるものである。

## 関連文献
- Feynman, R. P., Leighton and Sands (1970) The Feynman Lectures on Physics, Volume 1, Addison Wesley Longman, ISBN 0-201-02115-3.
- Resnick, R. and D. Halliday (1966) Physics, Part 1, John Wiley & Sons, New York, 646 pp + Appendices.
- Warren, J. W. (1965) The Teaching of Physics, Butterworths, London,130 pp.